# Металл Профиль
Компания «Металл Профиль» — российский производитель стальных тонколистовых кровельных и стеновых материалов, систем вентилируемых фасадов и сэндвич-панелей, водосточных систем и систем ограждений.
С 2011 года компания «Металл Профиль» ежегодно входит в рейтинг Forbes «200 крупнейших частных компаний», в 2023 году — заняла 173 место с выручкой 60,1 млрд рублей. С 2015 года присутствует в рейтинге РБК «500 крупнейших компаний России». Входит в Рейтинг крупнейших компаний России по объему реализации продукции RAEX-600. 
В структуру компании и ее стратегических партнеров входит 18 производственных комплексов и более 80 торговых подразделений в России и странах СНГ. Вся производимая продукция сертифицирована по международному стандарту качества ISO 9001. 
Годовая выработка проката с полимерным покрытием — 600 000 тонн (по состоянию на 2016 год), что соответствует 32% российского потребления.

## История
Запуск первого завода по производству металлочерепицы в Зеленограде в 1996 году.
В 1997 году открыты представительства в Ростове-на-Дону и Минске. С 1998 года компания активно расширяет сеть представительств по России.
В 1999 году состоялся запуск производства металлочерепицы из металла НЛМК. Запуск завода в Ростове-на-Дону. 
С 2000 года происходит запуск завода в г. Верхняя Пышма (Свердловская область), запуск завода в Краснодаре. 
В 2002 году была расширена продукция компании — были добавлены сэндвич-панели кассетного типа.
С 2003 по 2004 год было открыто заводы в Санкт-Петербурге и Новосибирске.
В 2007 году открывается завод в Казани и происходит запуск линии по производству трехслойных сэндвич-панелей в Балакирево.
В 2008 году подписано соглашение с компанией Corus на поставку в Россию и страны СНГ стали с покрытием Colorcoat Prisma. Открытие представительства стратегического партнера компании в г. Алматы.
В 2009 — 2010 гг. открывается завод в станице Динская (Краснодарский край). Запуск линии по производству трехслойных сэндвич-панелей в г. Верхняя Пышма (Свердловская область). Запущены заводы в Иркутске и Минеральных Водах. 
В 2011 году состоялось открытие завода в г. Минеральные Воды, открыт офис в Астане (Казахстан). 
В 2013 году было запущено производство полиуретанового покрытия PURETAN.
В 2014 г. компания получила сертификат соответствия системы менеджмента качества государственному стандарту ISO 9001-2011. Утверждён межгосударственный стандарт (ГОСТ) на стеновые и кровельные металлические трёхслойные панели с утеплителем из минеральной ваты (Инициатор Компания Металл Профиль).
В 2017 году происходит ребрендинг компании. Выпускается полимерное покрытие PURMAN.
В 2018 году первый выпуск профилей металлочерепицы: Монтекристо, Трамонтана, Монтерроса. Запуск линии производства трех видов металлического Штакетника LTE – материала для возведения заборов. Получение сертификата соответствия ГОСТ Р 58153-2018 «Листы металлические профилированные кровельные (Металлочерепица)».
В 2019: 
- запущено производство новых элементов отделки металлического сайдинга: планок с эффектом 3D и планок сборных из двух частей (нижней и верхней).
- ассортимент гидро- и пароизоляционных материалов дополняет мембрана гидроветрозащитная паропроницаемая BIGBAND М + (Plus).
- НИТУ «МИСиС» подтверждает коррозионную стойкость и 50-летний срок службы несущих конструкций навесных фасадных систем компании «Металл Профиль».
- открывается новая производственная площадка в Ростовской области (город Аксай)[10].

На выставке «Металлоконструкции’2019» компания «Металл Профиль» получает медаль за реализацию проекта завода в городе Аксай.
В 2020 был запущен «Личный кабинет клиента». Зона покрытия нового сервиса охватывает все регионы РФ и Республику Беларусь. Выпущено мобильное приложение «КМП ПРО 2020» для клиентов, оказывающих профессиональные услуги монтажа в сфере частного домостроения. «Металл Профиль» входит в обновлённый перечень системообразующих организаций РФ (список Минпромторга РФ).  В этот перечень включены организации, которые соответствуют установленным министерством численным критериям значений отраслевых показателей.
В 2023 году совместно с Российским союзом поставщиков металлопродукции начали развитие программы совместных действий представителей индустрии по стимулированию потребления металлической кровли и проката с покрытиями. Детальную программу должны рассмотреть ее и утвердить на Металл-Экспо'2023 и запустить в работу в феврале 2024 года.

## Деятельность компании
В структуру компании и ее стратегических партнеров входит 18 производственных комплексов и более 80 торговых подразделений в России и странах СНГ. В сезон на предприятиях работает до 4300 квалифицированных сотрудников. Дилерская сеть насчитывает более 1200 предприятий, география охвата — от Калининграда до Владивостока. 
Представительства стратегических партнеров компании в странах СНГ: Белоруссия, Казахстан, Узбекистан, Кыргызстан.